# منتخب المجر لكرة القاعدة
منتخب المجر لكرة القاعدة هو ممثل المجر الرسمي في المنافسات الدولية في كرة القاعدة .